# Universität Paris III
Die Université Sorbonne Nouvelle oder Universität Paris III ist eine Universität für Literaturwissenschaft, Sprachen, Schauspielkunst und Europastudien in Paris.
Sie besitzt Räumlichkeiten in den Gebäuden der Sorbonne sowie in der Rue Santeuil im 5. Arrondissement, in Asnières-sur-Seine und an einigen weiteren Standorten.
Zur Universität Paris III, die rund 16.000 Studenten hat (Studienjahr 2020/2021), gehört ebenfalls die Bibliothèque interuniversitaire des langues orientales (Bibliothek für orientalische Sprachen). 
Die Sorbonne Nouvelle wurde im Zuge der Faure-Reform nach den Studentenunruhen im Mai 1968 durch Aufspaltung der früheren Universität Paris zum Jahreswechsel 1970/71 gegründet. Sie entstand aus einem Teil der geistes- und sozialwissenschaftlichen Fakultät, namentlich den Lehr- und Forschungseinheiten für Theaterwissenschaft; Allgemeine und vergleichende Literaturwissenschaft; Sprache, Literaturen und Zivilisationen der englischsprachigen Länder; Sprachen und Zivilisationen Südasiens und des Fernen Ostens; Institut für Deutsch; Phonation und Sprache; Sprachen und Zivilisationen Lateinamerikas; Institut für Französischlehrer im Ausland; Sprachen und Zivilisationen des Orients und Nordafrikas sowie der Hochschule für Dolmetscher und Übersetzer. Die Institute für Französische Literatur und Sprache; Italienisch und Rumänisch; sowie Iberische Studien gingen teils an die Universität III und teils an die IV. Von 1971 bis 1984 war zudem das Institut national des langues et civilisations orientales an die Universität Paris III angeschlossen, das danach zu einem eigenständigen Grand établissement wurde.

## Persönlichkeiten und Alumni
- Emma Becker, Schriftstellerin
- Arnaud Desplechin, Filmemacher
- Lisa Eckhart, Kabarettistin
- Sylvie Gadmer, Dokumentarfilmerin und Filmeditorin
- Anne Goscinny, Schriftstellerin
- Cédric Klapisch, Regisseur, Schauspieler und Drehbuchautor
- Chiara Mastroianni, Schauspielerin
- Rosie Pinhas-Delpuech, Schriftstellerin
- Jean-Pierre Thiollet, Schriftsteller, Essayist
- Dietmar Schwarz (Intendant), Intendant